# Thomas Kurialacherry

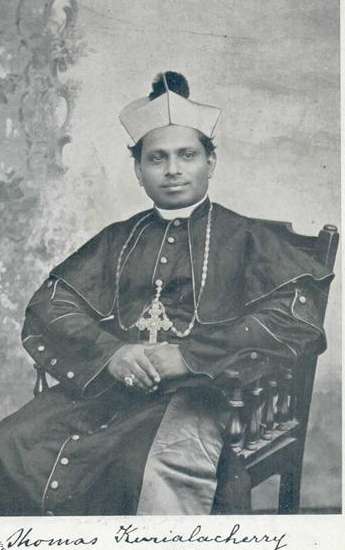
Bischof Thomas Kurialacherry, 1911

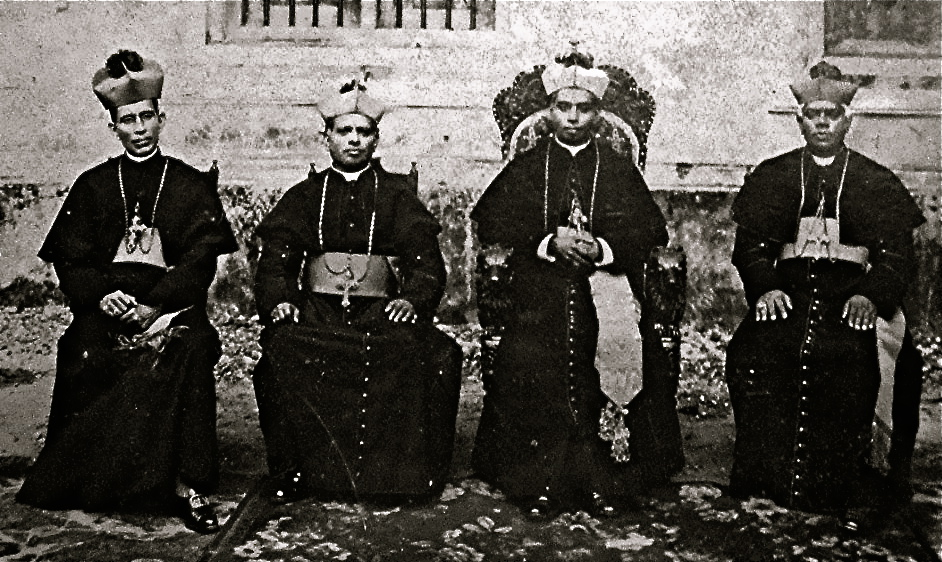
Bischof Thomas Kurialacherry 1923 (2. von links)

Thomas Kurialacherry, oft auch Kurialachery (* 14. Januar 1873 in Champakulam, Kerala, Indien; † 2. Juni 1925 in Rom) war ein katholischer Bischof und erstes Oberhaupt der syro-malabarischen Diözese (Eparchie) von Changanacherry in Kerala.

## Leben und Wirken
Thomas Kurialacherry wurde in dem Dorf Champakulam, einem Zentrum der Thomaschristen mit einer über 1500 Jahre alten Christengemeinde geboren.
Er studierte in Rom am Kollegium der päpstlichen Propaganda-Kongregation und erhielt am 27. Mai 1899 die Priesterweihe. Nach Indien zurückgekehrt, übernahm er Pfarrstellen in Chennamkary, Kavalam, Edathua und seiner Heimatgemeinde Champakulam. In Edathua gründete er 1908 als Pfarrer den Orden der „Schwestern von der Anbetung des Heiligsten Altarsakraments“, der kontemplatives Gebet mit Erziehungs-, Bildungs- und caritativen Aufgaben verknüpfte. Er existiert bis heute und hat auch mehrere Niederlassungen in Ländern außerhalb Indiens.
Am 30. August 1911 wurde Thomas Kurialacherry von Papst Pius X. zum Apostolischen Vikar von Changanacherry und zum Titularbischof von Pella ernannt und am 3. Dezember geweiht. Sein Vorgänger Mathew Makil, der gleichzeitig auch der endogamen Untergruppierung der Knananiten angehörte, übernahm das speziell für diese Gruppe neu geschaffene Personal-Vikariat Kottayam.
Bischof Kurialacherry war ein Verehrer des Altarsakramentes und förderte überall in den Gemeinden die Eucharistische Anbetung. Gleichzeitig bekämpfte er die in seinem Sprengel verbreiteten Missstände wie Unbildung, Alkoholismus, soziale Ungerechtigkeit und Frauenbenachteiligung. In diesem Sinne leitete er auch den von ihm gegründeten Schwesternorden. 1922 gründete der Prälat in Changanacherry das Johannes-Berchmans-College, heute ein Teil der Universität von Kerala. Dort wird für den besten Bachelorabschluss jedes Jahr die „Kurialacherry-Medaille“ vergeben.
Am Thomastag, dem 21. Dezember 1923, stellte Papst Pius XI. die ordentliche Hierarchie der katholischen Thomaschristen Indiens wieder her und aus ihren Apostolischen Vikariaten wurden eigenständige Diözesen. An diesem Tag avancierte Thomas Kurialacherry zum ersten Bischof des frisch gegründeten Bistums Changanacherry.
1925 besuchte er anlässlich des Heiligen Jahres Rom und starb dort überraschend am 2. Juni des Jahres. Seine sterblichen Überreste wurden 1935 in die Kathedrale von Changanacherry überführt, wo schon bald ein reger Pilgerstrom zum Grab des im Rufe der Heiligkeit verstorbenen Oberhirten einsetzte. In den 14 Jahren seines Episkopats hatte er nicht weniger als 113 Hirtenbriefe verfasst.
Im Jahr 1983 leitete die Erzdiözese Changanacherry den Seligsprechungsprozess für ihren ersten Bischof ein, der 1991 auf Diözesanebene positiv abgeschlossen wurde. Seither ist die Causa zur abschließenden Entscheidung in Rom anhängig und er darf als „Ehrwürdiger Diener Gottes“ bezeichnet werden.